# No me vuelvo a enamorar
No me vuelvo a enamorar (spanisch für Ich verliebe mich nicht mehr) ist ein Lied des mexikanischen Singer-Songwriters Juan Gabriel, das erstmals 1982, sowohl auf dem Album Cosas de enamorados als auch auf der gleichnamigen Single, veröffentlicht wurde. Gabriel hat das Lied auch immer wieder bei seinen Liveauftritten gesungen und dabei seinen Begleitmusikern eine erhöhte Aufmerksam zukommen lassen, wenn etwa sein Chor oder sein Gitarrist Guillermo Hergal die Gelegenheit für eine Instrumentaleinlage erhielt. Gelegentlich nutzte Gabriel den instrumentalen Part auch für eine eigene Tanzeinlage.

## Inhalt
In dem Lied schildert der Protagonist die herbe Enttäuschung seiner ersten Liebe, die bei ihm eine große Wunde hinterlassen hat, so dass er sich nie mehr verlieben will: Wozu sollte ich mich nochmal verlieben, wenn sich mein Herz schon beim ersten Mal getäuscht hat?

## Coverversionen
Das Lied wurde unter anderem gecovert von Rocío Dúrcal, Natalia Jiménez, Pepe Aguilar und den Ángeles Azules.

## Gleichnamige Lieder
Das von Juan Gabriel komponierte Lied ist nicht zu verwechseln mit gleichnamigen Liedern, wie zum Beispiel jenen von Gloria Estefan (siehe Words Get in the Way) und Julio Iglesias, der mit diesem Lied im November 1982 einen Nummer 1-Hit in Spanien hatte.